# Jolanda Molenaar
Jolanda Molenaar (Waddinxveen, 1955) is een Nederlands adviseur, predikant en organist.

## Opleiding
Molenaar groeide op in een streng gereformeerd gezin. Ze ging naar de christelijke Mulo in Waddinxveen en vervolgens naar het Driestar College in Gouda. Hierna volgde ze een opleiding tot directiesecretaresse bij Schoevers en volgde daarnaast een opleiding voor kerkmuziek. Tot slot studeerde ze nog theologie aan de Hogeschool Windesheim in Zwolle waar ze in 2022 haar eindexamen behaalde.

## Loopbaan

### Maatschappelijk werk
Molenaar was medio jaren zeventig laboratoriumassistent en computer-operator bij Unilever Research Laboratorium in Vlaardingen. Sinds de jaren tachtig werkte ze als adviseur bij Harris Computersystemen en Computer Management Group. Vanaf 2004 was ze activiteitenbegeleidster bij een verpleeghuis in Groningen en groepsbegeleidster bij patiëntenorganisatie Transvisie in Zwolle en Amsterdam. Als vrijwilligster zet zij zich in voor transgenders.

### Kerkelijke loopbaan
Molenaar was begin jaren tachtig werkzaam als ouderling en kerkvoogd van de hervormde kerken in Maassluis en Drachten. Daarnaast was ze opeenvolgend organist van de protestantse kerken in Drachten (1995), Groningen (2001), Zuidhoorn (2001) en Steenwijk (2008) en sinds 2022 aan de Doopsgezinde Gemeente Noordoostpolder in Emmeloord. Ze is daarnaast gastvoorganger aan de doopsgezinde kerk in Steenwijk en omgeving.

## Publicatie
- (2019) Wondermooi, zoals U mij gemaakt hebt (i.s.m. Wielie Elhorst, Heleen Zorgdrager en Carl Buijs) ISBN 9789043530385